# Rolf Albrecht
Rolf Albrecht (* 27. März 1940 in Cervenka, Jugoslawien) ist ein Kostümbildner und Szenenbildner beim deutschen Film.

## Biografie
Rolf Albrecht wuchs in Baden-Württemberg auf. Im Alter von 19 Jahren kam er nach München und begann seine berufliche Laufbahn als Dekorateur von Lokalen. Bald darauf wurde er von den deutschen Vertretungen der Hollywood-Filmproduktionsfirmen Columbia Pictures und Warner Bros. verpflichtet, um deren Filmwerbung mitzugestalten. Nebenbei verdiente er sich ein Zubrot als Innenausstatter und als Kostümbildner für die deutsche Fassung des Bühnenmusicals Hair. Außerdem machten sich Albrecht und sein Kollege Bernd Stockinger unter dem Signum Sweethearts einen Namen als Couturier der Münchner Prominenz.
Mitte der 1970er Jahre stieß Albrecht zum Team des Filmproduzenten Karl Spiehs, für dessen textilarme Sommer-, Strand- und Softsexkomödien er die Kostüme entwarf. Gelegentlich sorgte Albrecht auch für die Ausstattung dieser überwiegend anspruchsarmen Filme. Zu seinen bekanntesten Arbeiten zählen in den 1980er Jahren mehrere Produktionen mit Thomas Gottschalk und Mike Krüger (unter anderem Die Supernasen) in den Hauptrollen. 1989 wanderte Albrecht nach Mexiko aus und ließ sich in Playa del Carmen nahe Cancún auf der Halbinsel Yucatán nieder, wo er ein eigenes Hotel und ein eigenes Restaurant aufbaute.

## Filmografie (Kinofilme)
- 1976: Griechische Feigen (auch Bauten)
- 1977: Freude am Fliegen
- 1977: Drei Schwedinnen in Oberbayern
- 1977: Die Insel der tausend Freuden
- 1978: Summer Night Fever
- 1978: Melody in Love (auch Bauten)
- 1979: Sunnyboy und Sugarbaby
- 1979: Cola, Candy, Chocolate
- 1979: Arabische Nächte
- 1980: Die schönen Wilden von Ibiza
- 1980: Heiße Kartoffeln
- 1980: Zärtlich aber frech wie Oskar
- 1980: Die Säge des Todes
- 1981: Die Pinups und ein heißer Typ
- 1981: Piratensender Powerplay
- 1981: Die nackten Superhexen vom Rio Amore
- 1982: Im Dschungel ist der Teufel los
- 1982: Ein dicker Hund
- 1983: Die Supernasen
- 1983: Das verrückte Strandhotel
- 1984: Her mit den kleinen Schweinchen
- 1984: Tapetenwechsel
- 1984: Popcorn & Paprika
- 1985: Die Schokoladen-Schnüffler
- 1988: Zärtliche Chaoten II
- 1989: Gummibärchen küßt man nicht
- 1993: Der blaue Diamant (TV-Film)